# シスタ
株式会社 シスタ (SISTA CO., LTD.) は、奈良県御所市に本社を置く文具メーカーである。

## 概要
1951年に稲葉浩一が有限会社モリソンファクトリーから独立後、稲葉製作所を創業した。万年筆の製造やボールペンのスペアインキの販売を手掛ける。その後、1953年に「シスタ製作所」に改称した。
1965年からマーキングペンの研究を開始する。翌年の1966年に株式会社シスタとなる。稲葉浩一が単身アメリカでキャンペーンを行い、輸出ビジネスの根幹を築く。1968年には、各種自動機設置、自動化生産を開始する。マーキングペンの研究開発に成功し、自動機の生産によりサインペン・蛍光ペン・筆ペン・カラーペンなどのマーキングペンと総称される製品を大量生産し、日本国外にも販路を広げる。
1969年・1970年・1971年には、通商産業大臣表彰輸出貢献企業に選出された。
1972年には、シスタ七彩会（業種別納入者代表）を発足させる。1973年に台湾生産準備に取り掛かり、翌1974年に台湾支店に台湾国内営業所を設立した。この頃より、シスタはメーカーとしての機能でなく、海外から製品を輸入する卸機能も兼ね備えた総合文房具メーカーとなる。1988年に台湾西資達として台湾法人として独立。1994年に中国シスタ設立。
経営は創業者の稲葉浩一以降、稲葉家による同族経営企業である。

## 主な商品
自社製造製品として、サインペン・カラーペン・筆ペン・筆サインペン・蛍光ペン・油性ペン・ホワイトボードマーカーを製造。
海外より、ボールペン・シャープペン・替芯・修正液・修正テープ・捺印マット・朱肉・液体のり・ホッチキス・鉛筆・色鉛筆・マウスパッド・スタンプ台・消しゴムなど様々な文具にまつわる製品を取扱している。

## 拠点
- 本社：奈良県御所市宮前町571番地
- 本社工場：奈良県御所市宮前町571番地
- 台湾事務所